# Huis van Afgevaardigden (Verenigde Staten)
Het Huis van Afgevaardigden van de Verenigde Staten (Engels: United States House of Representatives) is het lagerhuis van het Amerikaans Congres.
Het bestaat uit 435 stemgerechtigde leden en elk stemgerechtigd lid wordt gekozen in een congresdistrict dat vastgesteld wordt op basis van de gegevens van de volkstelling (census). Aan de hand van de tienjaarlijkse volkstelling wordt bepaald hoeveel vertegenwoordigers iedere staat krijgt toebedeeld in het Huis van Afgevaardigden (in de volkstelling van 2000 staat elke zetel voor gemiddeld 646.952 inwoners). Elke staat krijgt minstens één zetel. Iedere tien jaar herzien de staten het aantal congresdistricten en de bijbehorende grenzen om die in overeenstemming te brengen met het aantal afgevaardigden dat ze naar het Huis van Afgevaardigden mogen sturen. Een lid zit een termijn van twee jaar. Verder heeft het Huis nog zes leden zonder stemrecht, uit Guam, Amerikaans-Samoa, de Noordelijke Marianen, de Amerikaanse Maagdeneilanden, Puerto Rico en het District of Columbia.
De voorzitter van het Huis (de speaker) is een belangrijke figuur in de Amerikaanse politiek. Na de vicepresident is hij of zij tweede in lijn van opvolging van de president. Wanneer het Huis en het presidentschap in handen van verschillende partijen zijn wordt de voorzitter van het Huis vaak gezien als oppositieleider.

## Procedures

### Voorwaarden

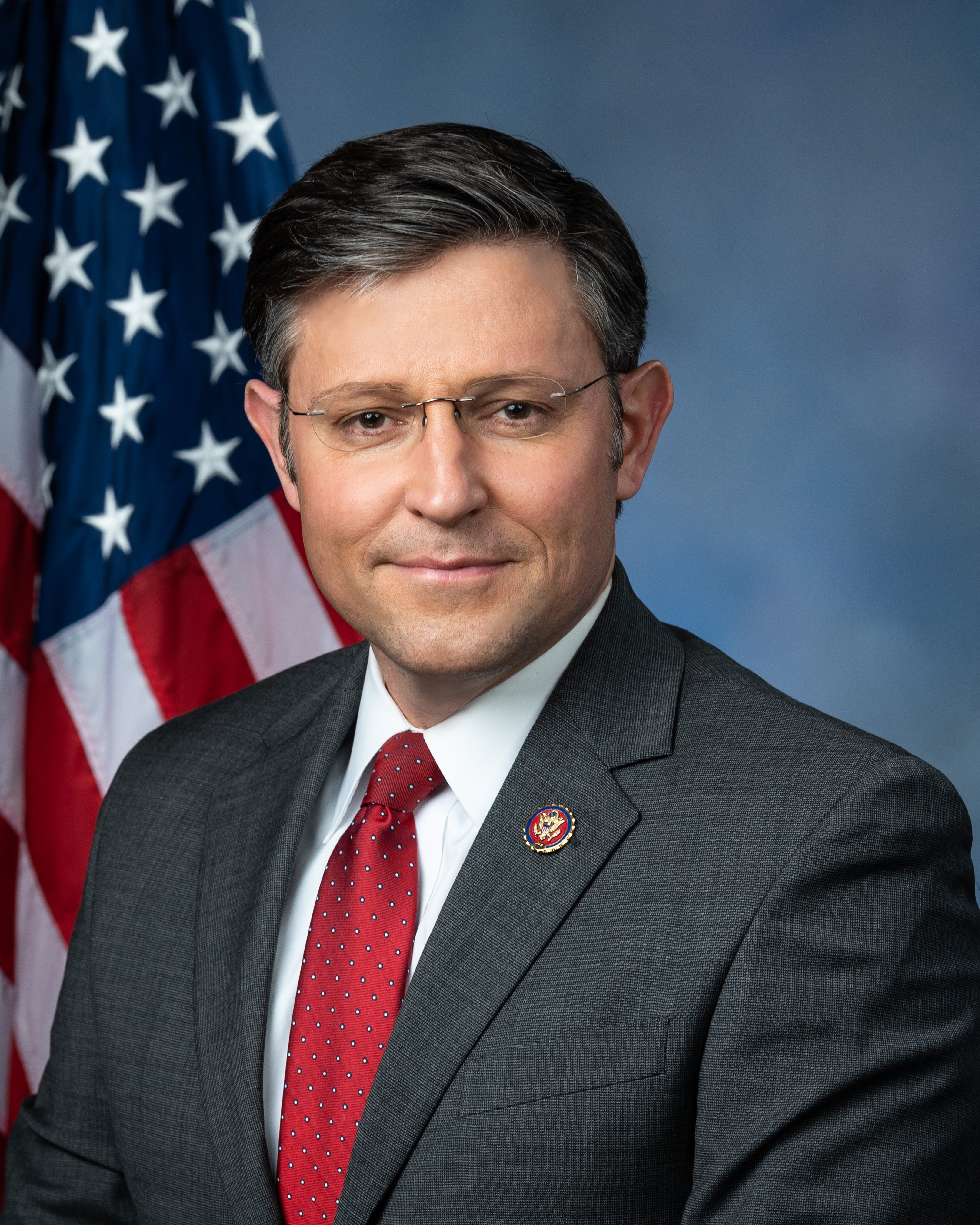
De Republikein Mike Johnson, voorzitter van het Huis van Afgevaardigden.

De tweede sectie van artikel 1 van de Amerikaanse Grondwet stelt drie voorwaarden waaraan een Afgevaardigde moet voldoen: hij of zij moet minimaal 25 jaar oud zijn, hij of zij moet minimaal zeven jaar het Amerikaans staatsburgerschap hebben, en hij of zij moet ten tijde van de verkiezingen wonen in de staat – niet per se het district – waar hij of zij zich verkiesbaar stelt.

### Verkiezingen
De verkiezingen worden om de twee jaar gehouden, op Election Day vroeg in november. Er is sprake van een meerderheidsstelsel: de winnaar moet in een district een relatieve meerderheid halen. In de meeste staten houden de Democraten en de Republikeinen de voorverkiezingen in het voorjaar. De voorwaarden waaraan derden moeten voldoen om op het kiesbiljet te kunnen staan, verschillen sterk per staat. Zetels die tijdens een termijn vrijkomen worden opgevuld door middel van tussentijdse verkiezingen. Deze verkiezingen vinden alleen plaats in het geval ze eerder kunnen worden georganiseerd dan de dichtstbijzijnde algemene verkiezingen.

### Afzetting

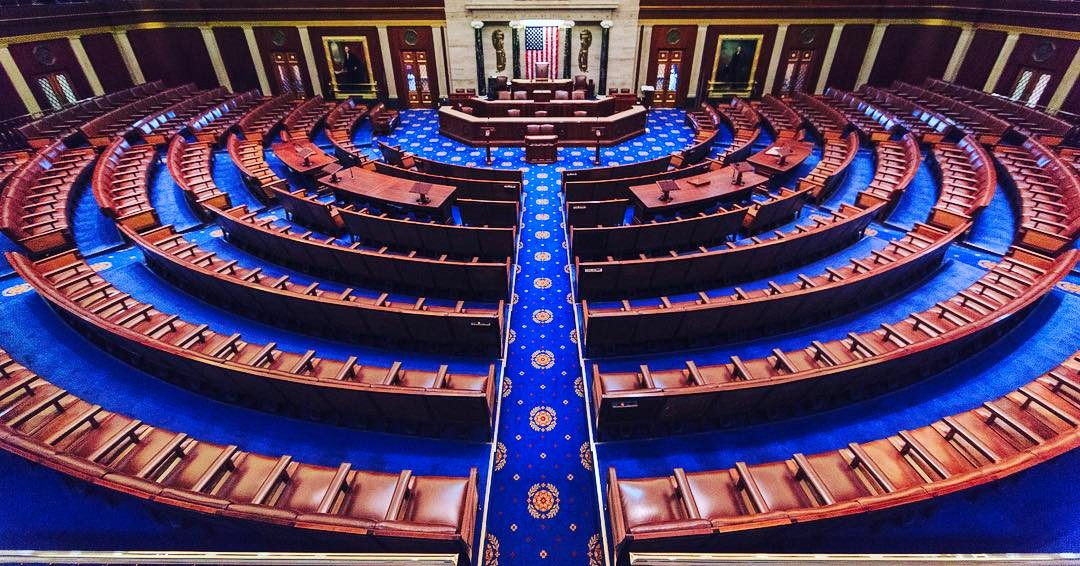
Chamber of the House of Representatives

In het veertiende amendement van de grondwet is opgenomen dat het lidmaatschap van het Huis van Afgevaardigden mag worden ontnomen in het geval van rebellie of hulp aan vijanden van de Verenigde Staten. Dit amendement was vooral bedoeld om afgevaardigden die sympathiseerden met de Geconfedereerde Staten te beletten terug te keren in het Congres. De schorsing kan echter worden opgeheven als twee derde van de leden van zowel de Senaat als het Huis van Afgevaardigden daarmee akkoord gaat.
Afgevaardigden worden voor een termijn van twee jaar gekozen. Er is een tweederdemeerderheid nodig om een afgevaardigde uit zijn functie te zetten. In de geschiedenis van de Verenigde Staten is dat driemaal gebeurd. John Bullock Clark, John William Reid en Henry Cornelius Burnett werden in 1861 afgezet, omdat zij de kant van de Geconfereerde Staten kozen; in 1980 werd Michael Myers afgezet, omdat hij veroordeeld was voor het aannemen van steekpenningen; en in 2002 James Traficant na een veroordeling voor corruptie.

## Functie

### Titels
Afgevaardigden laten zich aankondigen als The Honorable (Nederlands: De Geachte), gevolgd door hun naam. Naar hen wordt meestal gerefereerd als Representative, Congressman of Congresswoman. Deze laatste twee kunnen formeel ook gebruikt worden voor leden van de Senaat, maar in de praktijk wordt hier altijd mee gedoeld op leden van het Huis van Afgevaardigden.
De meerderheidspartij levert de voorzitter van het Huis (Engels: The Speaker) en meestal de voorzitters van de verschillende commissies. De voorzitter is volgens de Presidential Succesion Act de tweede in lijn van opvolging van de president, na de vicepresident. Binnen de commissies krijgen de leden ook een bepaalde ranking.

### Politieke posten
Elke partij stelt ook een eigen partijleider aan. De leider van de grootste partij is de op een na belangrijkste afgevaardigde binnen zijn partij, voorafgegaan door de voorzitter van het Huis van Afgevaardigden.
Beide partijen hebben ook een zogeheten whip. Deze zien erop toe dat elke afgevaardigde stemt volgens de partijlijn. Hij licht ze daarover in en probeert – waar nodig – bij te sturen. De derde respectievelijk vierde belangrijkste persoon binnen een partij is de voorzitter van de Party Conference, bij de Republikeinen bekend als de Conference Chair en bij de Democraten als de Democratic Caucus Chair. In deze kleine commissie(s) bepaalt de partijleiding de politieke agenda, de samenstelling van commissies en het voorzitterschap van deze commissies.

### Salaris
Een afgevaardigde ontvangt een jaarlijks salaris van 174.000 dollar. Zowel de voorzitter als de meerderheids- en minderheidsleider verdienen meer. De voorzitter ontvangt 223.500 dollar en de partijleiders 193.400 dollar. Jaarlijks vindt er een inflatiecorrectie plaats, tenzij het Congres besluit deze niet te accepteren. Het Congres bepaalt ook de verdere hoogte van het salaris, maar in het Zevenentwintigste amendement van de grondwet is opgenomen dat salariswijzigingen pas in werking gaan na de volgende verkiezingen. Afgevaardigden die langer dan vijf jaar hebben gediend, genieten ook andere voordelen, zoals een pensioen en een bepaalde zorgdekking.